# ماركو أنطونيو باريرا
ماركو أنطونيو باريرا (بالإسبانية: Marco Antonio Barrera)‏ مواليد 17 يناير 1974 في مدينة مكسيكو، هو ملاكم مكسيكي يصنف ضمن فئة الوزن الخفيف. حقق بطولة المجلس العالمي للملاكمة وبطولة الاتحاد الدولي للملاكمة وبطولة منظمة الملاكمة العالمية.

## إحصائيات
خاض خلال مسيرته 75 نزالا، فاز في 67 وخسر في 7. فاز بالضربة القاضية في 44 نزالا.

## وصلات خارجية
- ماركو أنطونيو باريرا على موقع IMDb (الإنجليزية)
- ماركو أنطونيو باريرا على موقع الموسوعة البريطانية (الإنجليزية)
- ماركو أنطونيو باريرا على موقع قاعدة بيانات الفيلم (الإنجليزية)
- ماركو أنطونيو باريرا على موقع بوكس ريك (الإنجليزية) (registration required)

- الموقع الرسمي